# Rákóczi-oldaltáró barlangja
A Rákóczi-oldaltáró barlangja Magyarország fokozottan védett barlangjai közül az egyik. Az Aggteleki Nemzeti Park területén található. A barlang az Aggteleki-karszt és a Szlovák-karszt többi barlangjával együtt 1995 óta a világörökség része. Az Esztramos-hegy fokozottan védett hat barlangja közül az egyik, a másik öt az Esztramosi Felső-táró 2. sz. ürege, az Esztramosi Földvári Aladár-barlang, a Rákóczi 1. sz. barlang, a Rákóczi 2. sz. barlang és a Rákóczi 3. sz. barlang.

## Leírás
Az Esztramos-hegyben, a 190 m tengerszint feletti magasságban lévő, már nem művelt, a hetedik, azaz a legalsó szinti Rákóczi-táró oldaltárójából nyílik. A vágat jobb oldalán található a bejárata. Az elágazó, többszintes Rákóczi-oldaltáró barlangja középső triász steinalmi mészkőben, valószínűleg freatikus körülmények között alakult ki.
Az egész üregre nagyon jellemzők a borsókövek, a különböző cseppkövek, melyek csaknem a teljes falfelületet elfedik. Találhatók benne cseppkőoszlopok, függőcseppkövek, logomitok (borsókő oszlopok), részben visszaoldott kalcitkristályok, nagyméretű heliktitek, cseppkőlefolyások, apadási szinlők, visszaoldott borsókövek, cseppkőzászlók, tetaráták, mennyezetről lógó limonitszálak, kalcittűpamacsokon nőtt borsókövek és kristályokkal borított borsókövek is. További különlegessége a nagyméretű korallborsókő, a borsóköves cseppkő és a borsókővel befedett limonittelér. Érdekes, hogy a hasadékok falán (talán) egy régi földmozgás nyomai (nagyméretű repedései) láthatók.
A barlang legmélyebb részén egy barlangi tó van, amely a karsztvízszintet jelzi. A barlang horizontális kiterjedése kb. 40 m. Néhány kis patkósdenevér egyed szállásként használja. Az üregrendszer megtekintéséhez az Aggteleki Nemzeti Park Igazgatóság engedélye és tiszta ruha szükséges. Csak kutatási célból és elektromos világítóeszközzel látogatható. Tornaszentandrás fokozottan védett öt barlangjának egyike (a másik négy az Esztramosi Felső-táró 2. sz. ürege, a Rákóczi 1. sz. barlang, a Rákóczi 2. sz. barlang és a Rákóczi 3. sz. barlang).
A barlang II. Rákóczi Ferenc neve miatt kapta a nevét. Előfordul a barlang az irodalmában Esztramosi Rákóczi oldaltáró 2. sz. ürege (Nyerges 1998), Rákóczi-oldaltáró-barlangja (Kiss, Kovács 2014), Rövid táró hátsó bg.-ja (Nyerges 1998) és Rövid táró hátsó bgja (Lénárt 1990) neveken is.

## Kutatástörténet
Kőbányászat következtében, robbantással tárult fel. 1983-ban a Környezetvédelmi Intézet Barlangtani Osztályának munkatársa, Kárpát József készítette el a Rákóczi-oldaltáró barlangjainak térképét. Az 1986-ban megjelent, Majoros Zsuzsanna által írt tanulmányban lett először publikálva az akkor még név nélküli barlang rövid leírása és a barlang földrajzi elhelyezkedését bemutató térkép. Az ismertetés szerint a Rákóczi-oldaltáró barlangja a 190 m tengerszint feletti magasságban lévő rövid táró egyik barlangja. A hasadék mentén létrejött, borsóköves kis barlang, melynek mélyedésében állóvíz található, feltáró kutatása valószínűleg eredményes lenne.
Az 1990-ben készült, Lénárt László által írt kéziratban 30 m hosszúnak és 23 m mélynek van említve a barlang. A Rákóczi-oldaltáró barlangja az Aggteleki-karszt és a Szlovák-karszt többi barlangjával együtt 1995 óta a világörökség része. A barlang 1998-ban kitöltött barlangkataszteri törzslapja szerint a barlang Bódvarákón található, freatikus kialakulású, kb. 40 m hosszú és 23 m mély.

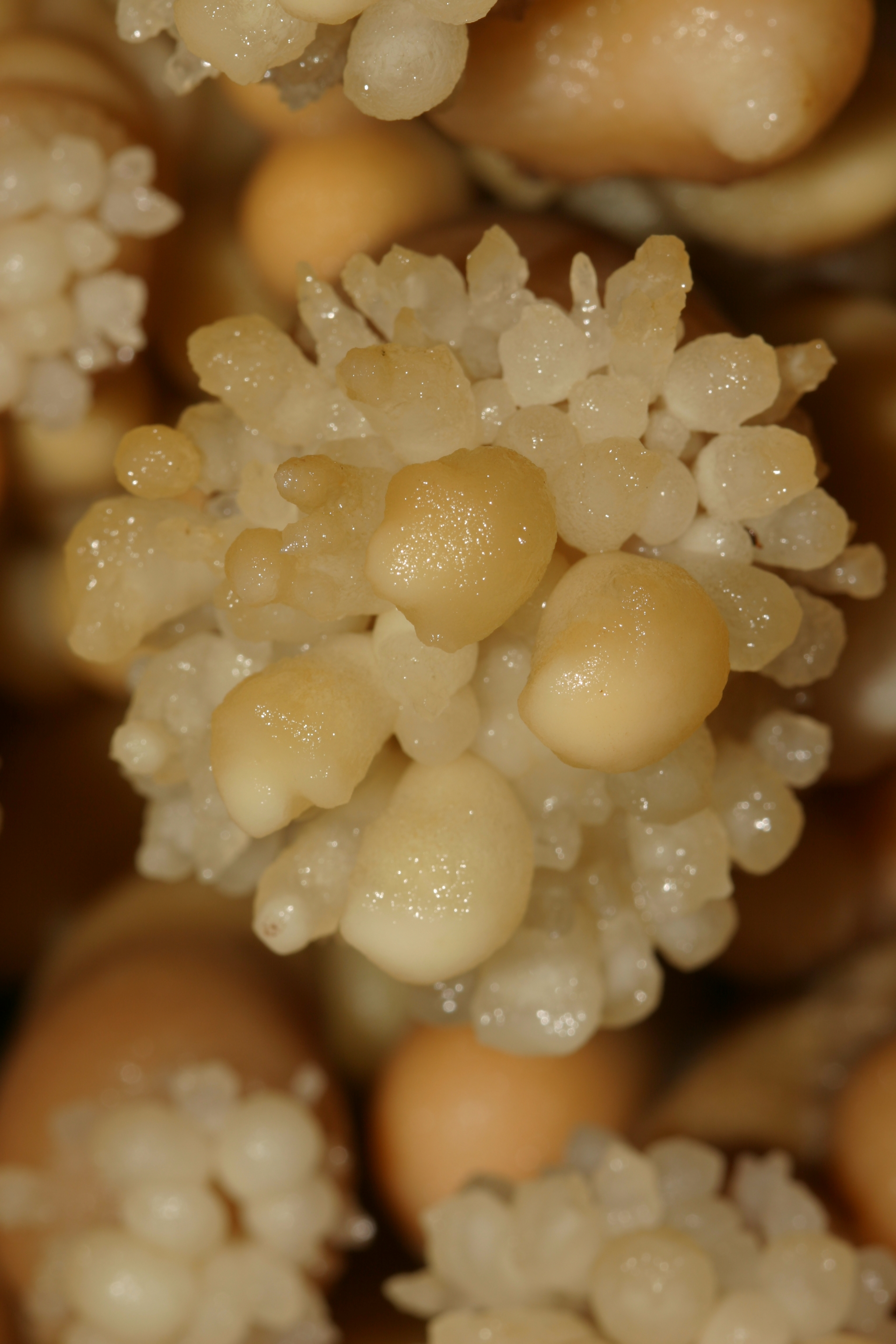
A barlangban található képződmény

A 2005-ben kiadott, Magyar hegyisport és turista enciklopédia című könyvben az Esztramosról szóló szócikkben szó van arról, hogy az Esztramosban számos (leginkább a bányászat következményeként feltárult) kisebb-nagyobb üreg található, amelyek közül négyet fokozott védelem alá helyeztek. A barlangok keletkezése főleg a karsztvízszint alatti (freatikus), a törések mentén a mélyből feláramló langyos és fentről beszivárgó hideg vizek oldó hatásának következménye. Jelentős mennyiségű és változatos formájú ásványkiválások alakultak ki a hegy kiemelkedésének és a Bódva bevágódásának hatására szárazzá vált üregekben. A barlangokat az Aggteleki-karszt és a Szlovák-karszt többi barlangjával együtt 1995-ben nyilvánították a Világörökség részévé.
2005. szeptember 1-től a környezetvédelmi és vízügyi miniszter 22/2005. (VIII. 31.) KvVM rendelete szerint az Aggteleki Nemzeti Park Igazgatóság működési területén található Rákóczi-oldaltáró barlangja a felügyelőség engedélyével látogatható. 2005. szeptember 1-től a környezetvédelmi és vízügyi miniszter 23/2005. (VIII. 31.) KvVM rendelete szerint az Aggteleki-karsztvidéken lévő Rákóczi-oldaltáró barlangja fokozottan védett barlang. A 2006. évi MKBT Tájékoztatóban közölve lett, hogy az Aggteleki-karsztvidéken elhelyezkedő Rákóczi-oldaltáró barlangja fokozottan védett barlang lett.
2006. április 30-án Kovács Richárd szerkesztette meg a Rákóczi-oldaltáró-barlangja alaprajz térképeit, hosszmetszet térképét és keresztszelvény térképeit. A térképek elkészítéséhez a barlangot Kovács Jenő, Kovács Richárd és Szabó Evelin mérték fel. A barlangfelmérés alapján a barlang 170 m hosszú, 10,4 m mély és 18,8 m magas. 2007. március 8-tól a környezetvédelmi és vízügyi miniszter 3/2007. (I. 22.) KvVM rendelete szerint az Aggteleki Nemzeti Park Igazgatóság működési területén lévő Rákóczi-oldaltáró barlangja az igazgatóság engedélyével tekinthető meg.
2013. július 19-től a vidékfejlesztési miniszter 58/2013. (VII. 11.) VM rendelete szerint a Rákóczi-oldaltáró barlangja (Aggteleki Nemzeti Park Igazgatóság működési területe) az igazgatóság hozzájárulásával látogatható. A Kiss Klaudia és Kovács Richárd által 2014-ben készített Természetvédelmi állapotfelvétel szerint a barlangnak 29,5 m a vízszintes kiterjedése. 2015. november 3-tól a földművelésügyi miniszter 66/2015. (X. 26.) FM rendelete szerint a Rákóczi-oldaltáró barlangja (Aggteleki-karsztvidék) fokozottan védett barlang. 2021. május 10-től az agrárminiszter 17/2021. (IV. 9.) AM rendelete szerint a Rákóczi-oldaltáró barlangja (Aggteleki Nemzeti Park Igazgatóság működési területe) az igazgatóság engedélyével látogatható. A 13/1998. (V. 6.) KTM rendelet egyidejűleg hatályát veszti.

## Képgaléria

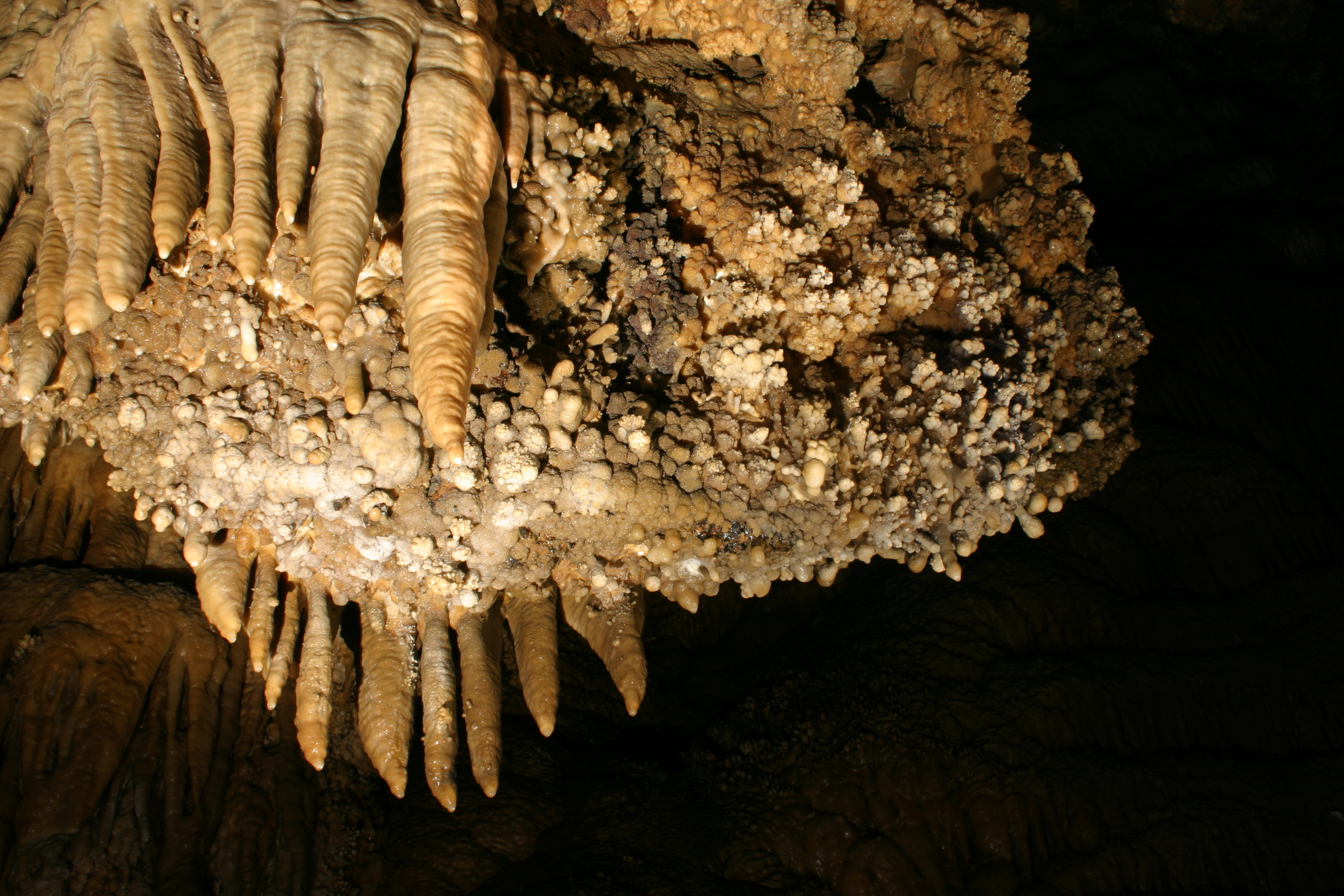
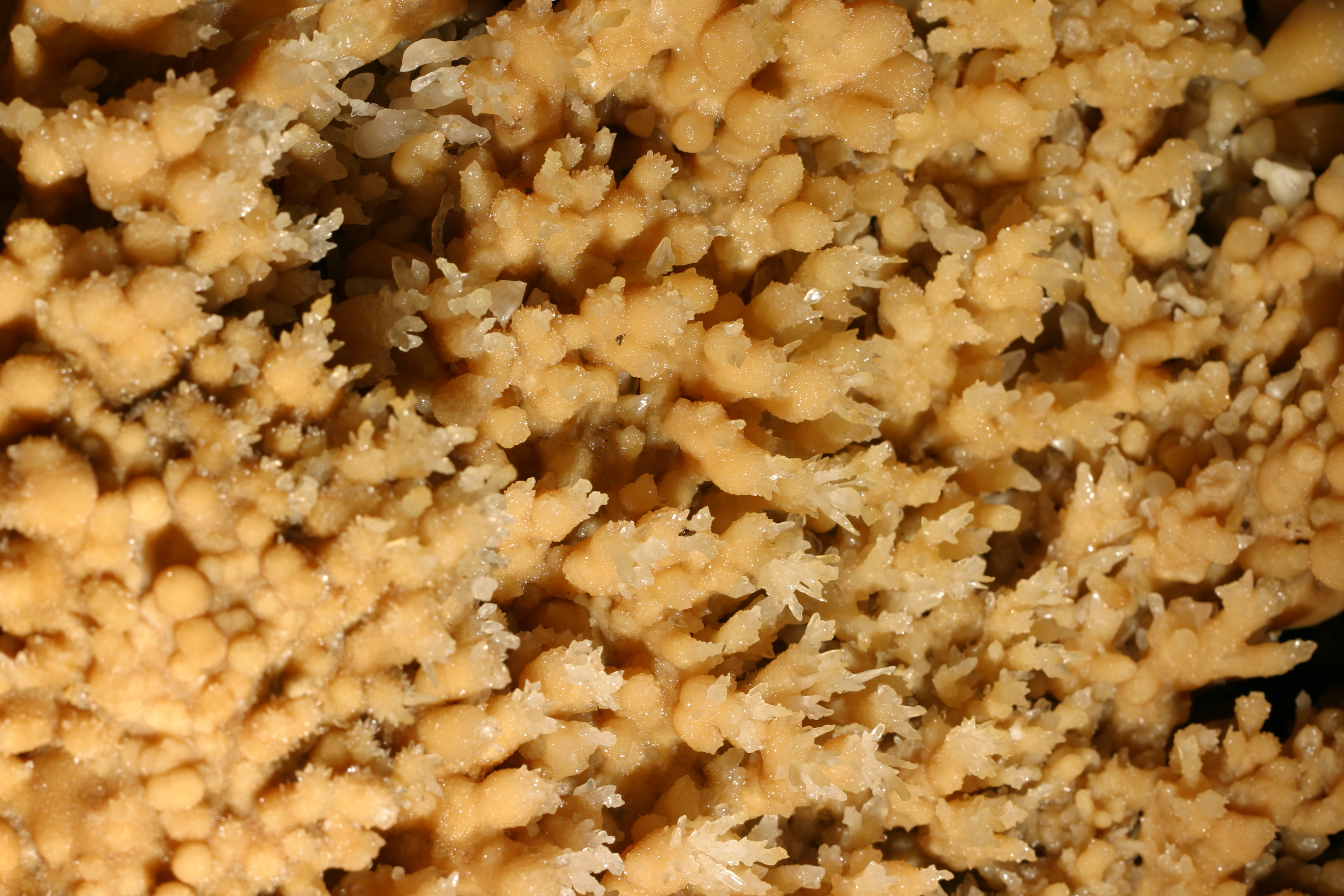
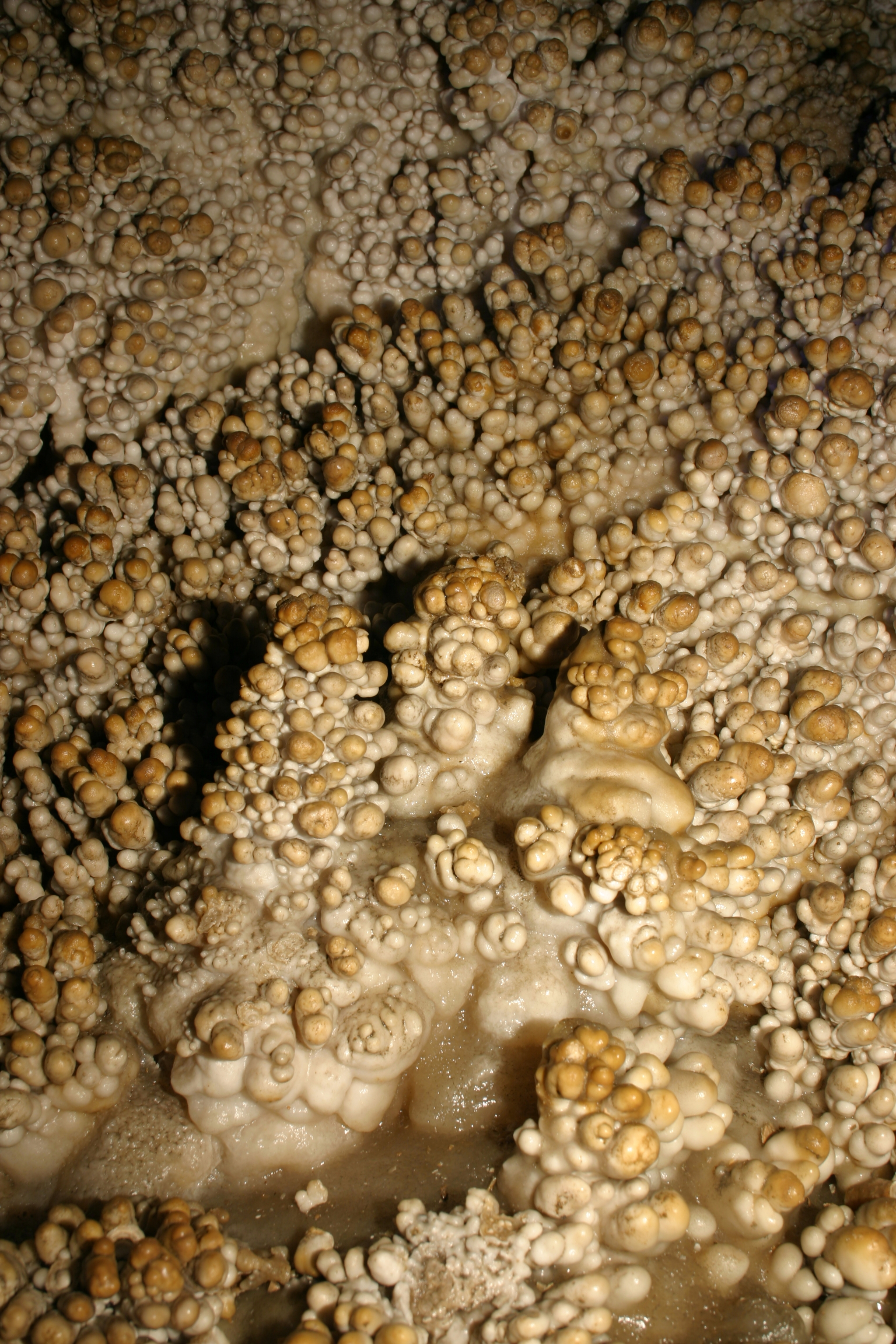
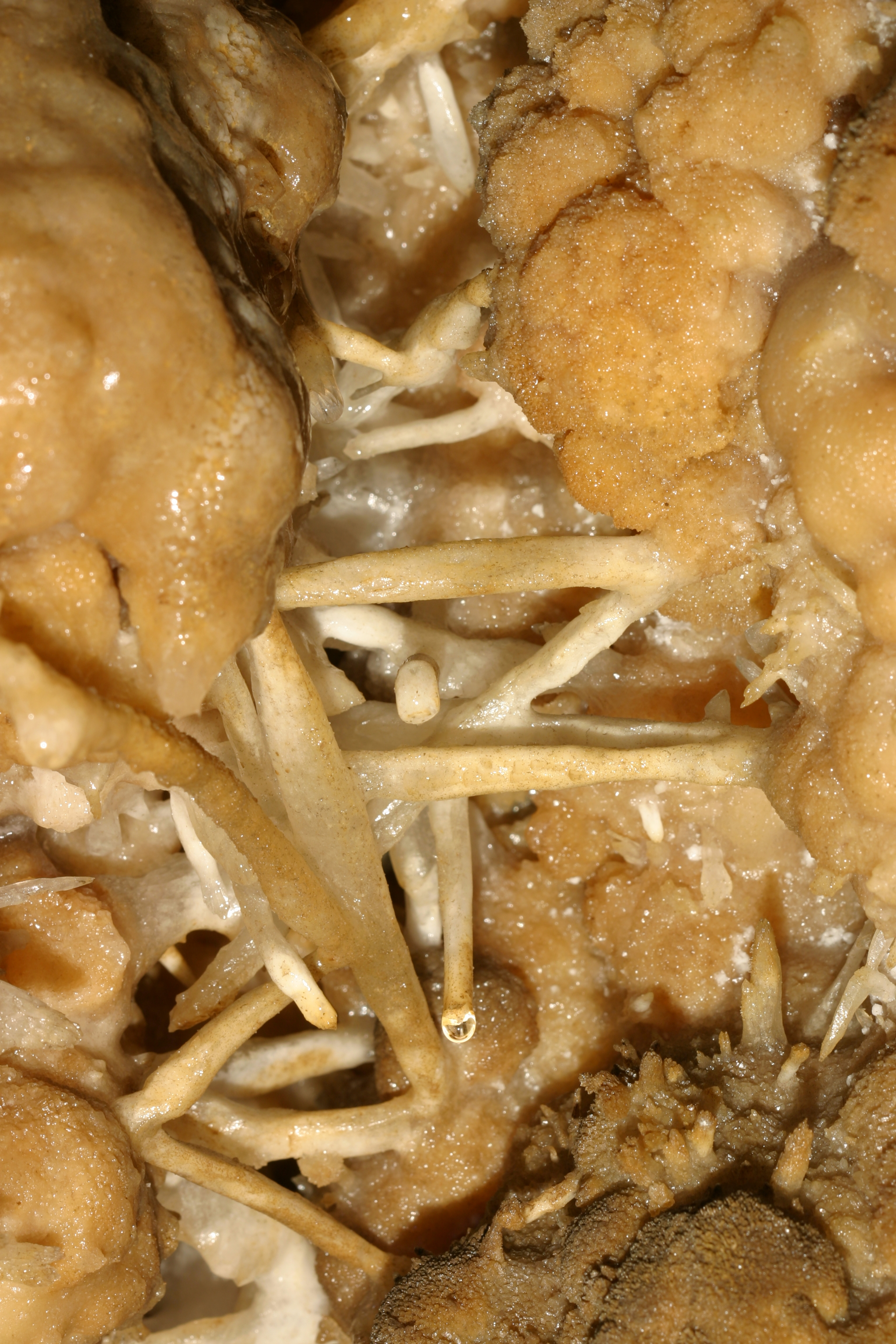
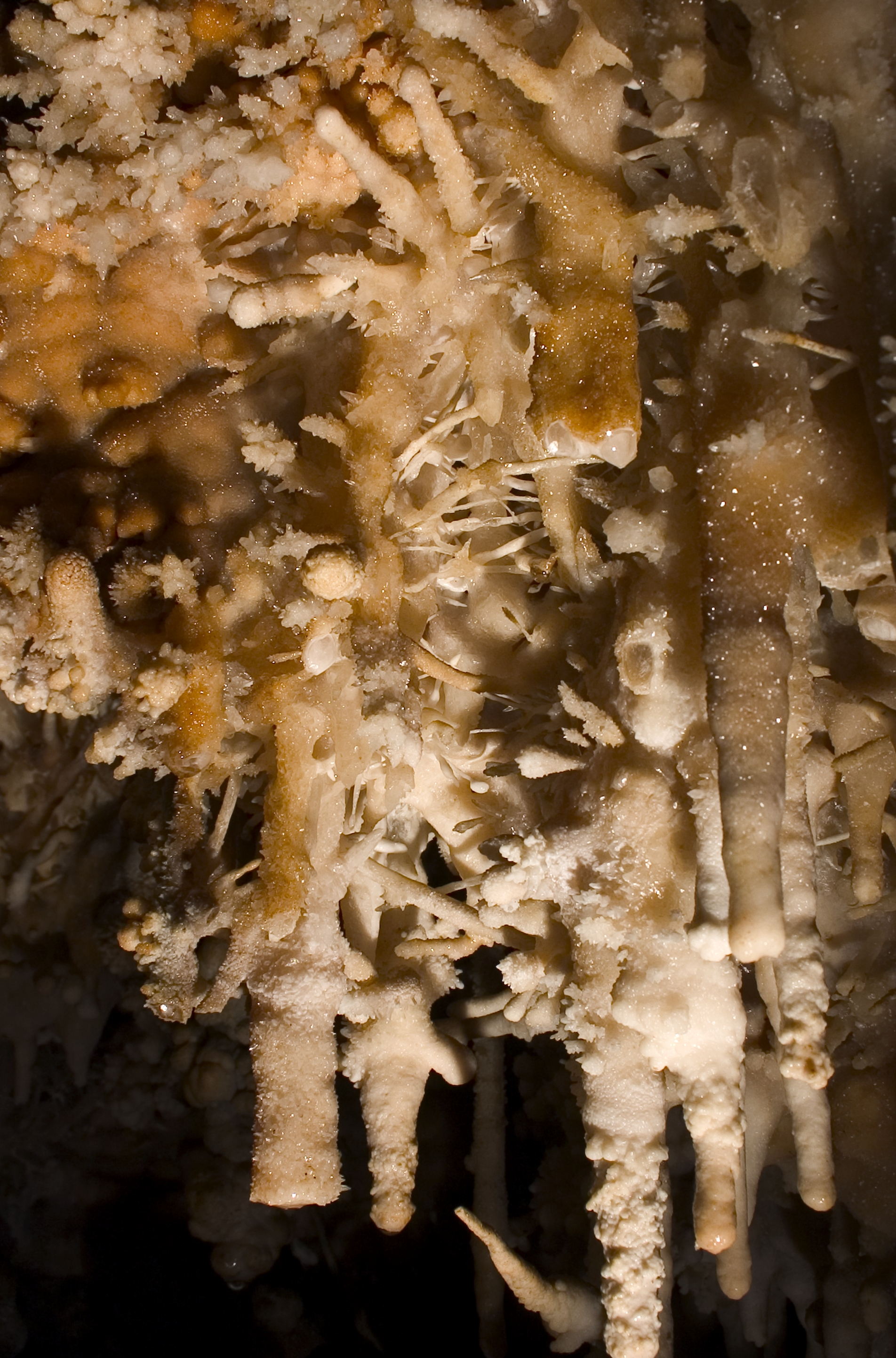
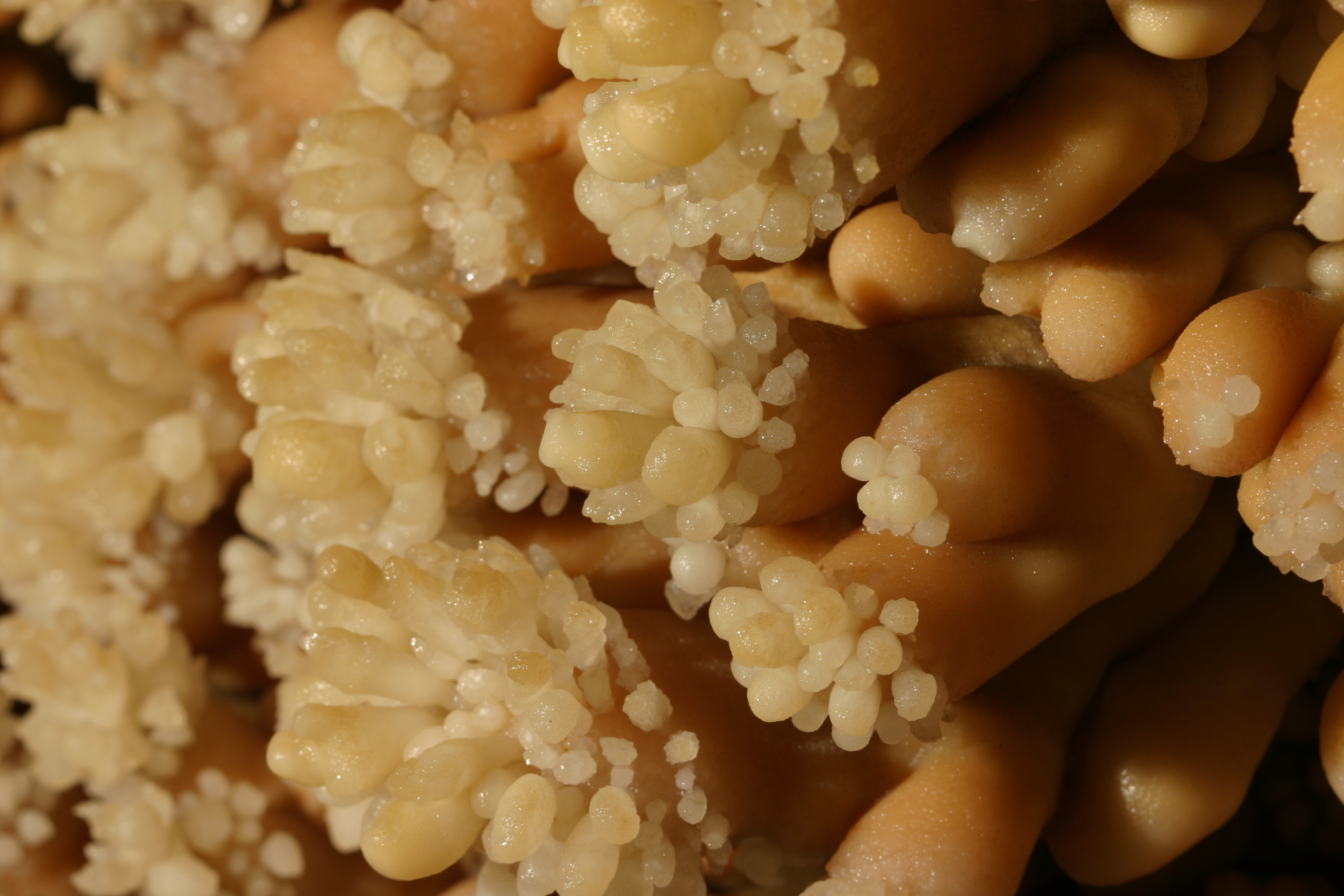